# Мэслоу, Уолтер
Уолтер Мэслоу (англ. Walter Maslow; род. 16 января 1928, Нью-Йорк) — американский актёр театра и кино.

## Биография
Мэслоу родился в Бруклине, Нью-Йорк 16 января 1928 года. После окончания средней школы он два года служил в военно-морском флоте США. Мэслоу выступал в театре Геллар в Лос-Анджелесе, Калифорния, и в театре Маунт-Гретна в Маунт-Гретна, Пенсильвания.
Мэслоу начал свою карьеру в кино и на телевидении в 1956 году, впервые появившись в приключенческом и драматическом телесериале «Крестоносец». Он был приглашенной звездой в телевизионных программах. В 1958 году Мэслоу сыграл рядового Марти Грина в фильме «Батальон смертников». В том же году он сыграл Дика Эверилла в трёх эпизодах в западном телесериале «Жизнь и легенда Уайатта Эрпа», также сыграл Блэки Сондерса в двух эпизодах.
Мэслоу сыграл доктора Ричи в фильме 1959 года «Космический человек», и Джо в фильме «Сюда летят реактивные самолеты». Он также сыграл Гарниса в фильме 1961 года «Атлас».